# Jan Delay
Jan Delay (születési neve Jan Phillip Eißfeldt) (Hamburg-Eppendorf, 1976. augusztus 25. –) német hiphop-, reggae-, soul és funkyzenész, énekes, dalszövegíró és producer.

## Élete
1986 és 1995 között a hamburgi Helen Lang Gimnázium diákja volt, itt tette le sikeres érettségi vizsgáját is. A '90-es években a Beginner hiphopegyüttes tagjaként vált ismertté. Itt Eizi Eiz és Eißfeldt névvel tűnt fel. Eközben Jan Delay néven szólókarrierjén dolgozott, leginkább a reggae és a funky-soul műfajaiban jeleskedett. Tagja volt továbbá a La Boom formációnak is. A hamburgi énekes egyik másik beceneve a Boba Fett, ami a Csillagok háborúja egyik karaktere ihletett. A Jan Delay név egy szójáték eredménye. Egyrészt Jan Deenay, az 1990–es években rövid, ugyanakkor sikeres karriert befutott rapper nevéből, másrészt a reggae és dancehall zene egyik meghatározó effektjének, a „delay” azaz késés, késleltetés szójátékából adódik (ez a reggae és dub stílus egyik nagyon fontos eleme).

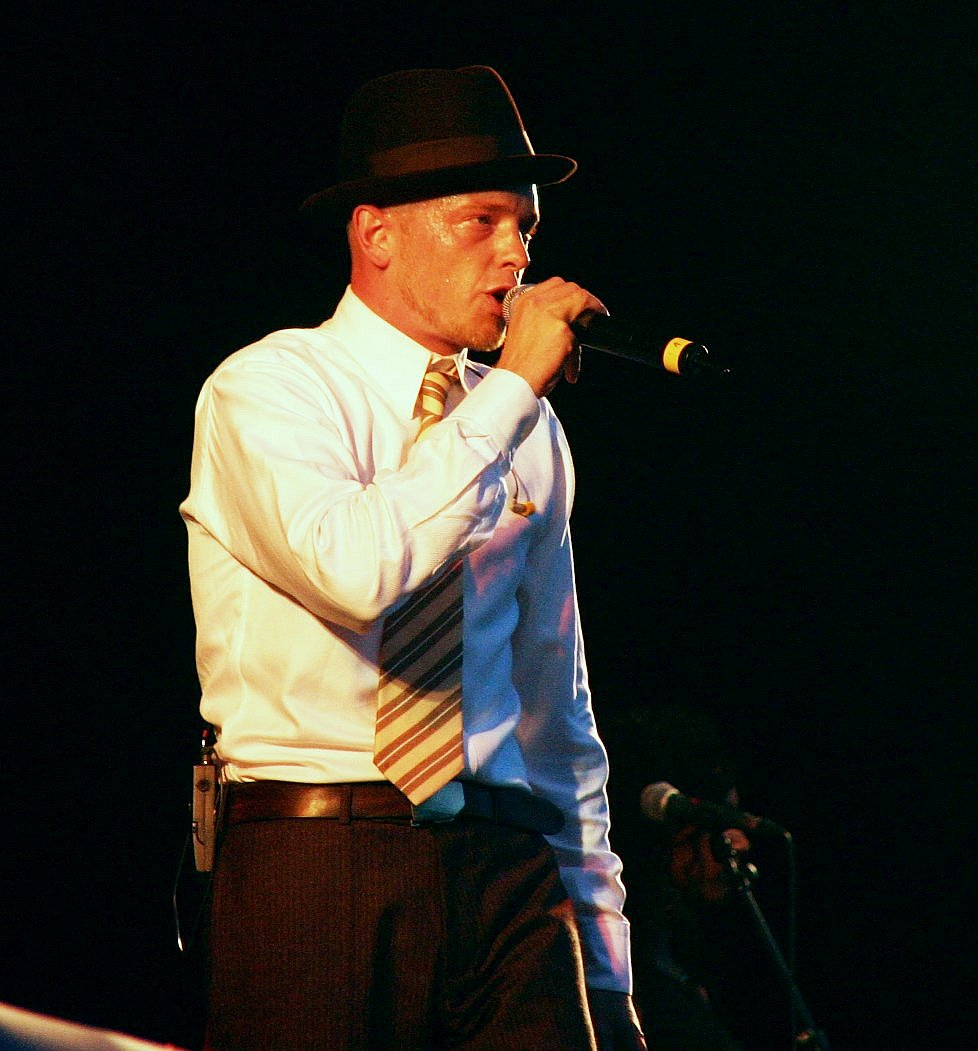
Jan Delay, 2007

## Két meghatározó szólóalbuma
Searching for the Jan Soul Rebels
Az énekes első szólóalbuma, mely 2001-ben jelent meg. A lemezen különböző innovatív zenei stílusokat kever, leginkább a rap és a reggae stílus dominál. Az albumot, melyet a Sam Ragga Band együttes munkájával vett fel, a kritikusok az egekig magasztalták. A cím a Dexy’s Midnight Runners Search for the Young Soul Rebbels debütáló albumának címére utal. Az album a híres producer, Matthias Arfmann közreműködésével készült, aki többek között a reggae művész Patrice első albumában, illetve a Beginner első két albumában is közreműködött.
Mercedes-Dance album
Az énekes második szólóalbuma, amely 2006 augusztusában jelent meg. Ez az énekes első albuma, mely a funk zene felé fordul. A dalok és a lemez összeállítása során együtt dolgozott új bandájával a Disko No. 1.-el, Matthias Arfmann & Tropf pedig producerként vettek részt a munkálatokban. Ez az album erős ellentéte debütáló lemezének, felhagy a reggae-vel és a funk-soult helyezi előtérbe. Az első héten a német toplista élén volt.
A Mercedes-Dance Intro-ban nem ismerhetőek fel az új album jellegzetes vonásai, a négy perces számot leginkább a rap ihlette. A lemez egyetlen lassú szerzeménye a Für Immer und Dich, valóban a lemez egyik leglassúbb száma, ugyanakkor hordozza az énekes jellegzetes stílusjegyeit.    
A lemez a hamisítatlan funkzene mellett popzenei elemekben is bővelkedik, azonban ez egyáltalán nem megy a zene rovására. Tizenegy tökéletesen eltalált dal, háromnegyed órányi funkzene, pörgős alapok, fülbemászó dallamok, fantasztikus énekhang és persze német nyelvű szövegek. Az album DVD-n is, illetve élő, koncertlemezen is kapható. A fellépések során a Disko No. 1.-nal lép színpadra.

## További albumok
- 2007 – Searching – the Dubs
- 2007 – Mercedes Dance – Live
- 2009 – Wir Kinder vom Bahnhof Soul 2010 – Wir Kinder vom Bahnhof Soul – Live

## Díjak
ECHO
- 2010: "Legjobb Urban Hip-Hop" kategóriában
- 2010: "Kritikusok díja" kategóriában

Comet
- 2010: "Star of Stars" kategóriában

1LINE Korona
- 2007 "Legjobb előadó" kategóriában
- 2009 "Legjobb album" kategóriában

## Filmek
- 2005 Die Rotkäppchen-verschwörung / Pirosszka (szinkronhang – Japeth a kecske)
- 2010 Ich – Einfach unverbesserlich / Gru (szinkronhang – Vector)

## Fordítás
- Ez a szócikk részben vagy egészben  a   Jan Delay című német Wikipédia-szócikk fordításán alapul.  Az eredeti cikk szerkesztőit annak laptörténete sorolja fel. Ez a jelzés csupán a megfogalmazás eredetét és a szerzői jogokat jelzi, nem szolgál a cikkben szereplő információk forrásmegjelöléseként.